# إنديانابوليس 500 سنة 2003
سباق إنديانا بوليس -500 ميل 2003 أقيم في حلبة إنديانابوليس موتور سبيدواي في 25 مايو 2003 وفاز في السباق جيل دي فيران من فريق بنسك بمتوسط سرعة 156.291 mph.
وكان أول المنطلقين هيليو كاسترو نيفيز بسرعة 231.725 mph.